# Сихульский, Казимир
Казимир (Казимеж) Сихульский (пол. Kazimierz Sichulski; 17 января 1879, Львов — 6 ноября 1942, там же) — польский художник и график, педагог.
Представитель Молодой Польши в искусстве.

## Биография
Родился в семье инженера-железнодорожника. По окончании гимназии на протяжении 1899—1907 годов учился во Львовском университете, потом в Краковской академии искусств у Ю. Мехоффера, Л. Вычулковского и С. Выспяньского.
В 1904 году в числе лучших учеников Академии был награждён серебряной медалью. Продолжил учёбу в Академии объединённых изобразительных искусств в Вене у А. Кеннера и академии Коларосси в Париже.
В 1910—1930-х годах полотна Сихульского экспонировались на выставках в Германии, Австрии, Италии, Голландии, Бельгии, Финляндии, США. В этот период художник занимался живописью, карикатурой, а также пробовал себя в архитектуре и декоративно-прикладном искусстве — создавал эскизы-картоны ковров, витражей, мозаик и др.
Участник Первой мировой войны. Легионер.
В 1920—1930-х годах Сихульський преподавал рисунок во Львовской промышленной школе. В числе его учеников Юзефа Кратохвыля-Видимская, Роман Сельский и другие.
В 1938 был награждён золотыми Академическими лаврами» Польской академии знаний за выдающийся вклад в польское искусство.
Во время немецкой оккупации, 6 ноября 1942 года, после тяжелой болезни художник умер. Был похоронен в семейном склепе на Лычаковском кладбище.

## Творчество
Основной темой творчества Сихульского была Гуцульщина. В первые десятилетия XX века художник, используя принципы венской сецессии и мюнхенского экспрессионизма, создал много картин-полотен из гуцульського быта. Это многочисленные свадьбы, свадебные процессии, уход и возвращение пастухов и пастушек с полонин, психологически точные портреты седовласых мольфаров и почтенных газд (хозяев), нежно-лирические и одновременно грациозно-эротические образы молодых гуцулок. Его полотна написаны стилизованной утонченной линией и вместе с тем бравурно, с ярким насыщением солнечного света и интенсивностью колористической гаммы.

## Избранные картины
- «Поход гуцулов на полонины» (1905),
- «Молодой гуцул» (1905),
- «Маленький газда» (1906),
- «Весна» (1906),
- «Цвет папоротника» (1906),
- «Дружка» (1906),
- «Пастух» (1906),
- «Цветное воскресенье» (триптих, 1906),
- «Гуцульская свадьба» (1909),
- «Весна» (триптих, 1909),
- «Церковь» (1909),
- «Парень под часовней» (1913),
- «Гуцулка» (1913),
- «Старый гуцул» (1913),
- «Гуцульские музыканты» (1934).